# Віллем Марінус Дудок
Віллем Марінус Дудок (6 липня 1884 – 6 квітня 1974) — нідерландський архітектор-модерніст. Народився в Амстердамі. У 1928 році він став міським архітектором міста Гілверсум, де він був найбільш відомий завдяки цегляній ратуші Гілверсума, завершеній у 1931 році.  Він спроектував не лише будівлю, але й інтер’єр, включаючи килими, меблі та навіть молоток для зустрічі мера. Він також спроектував і побудував близько 75 будинків, громадських будівель і цілих кварталів.

## Роботи
- Ратуша, Хільверсум, 1928–1931
- Універмаг De Bijenkorf, Роттердам, 1930 (зруйнований під час Другої світової війни )
- Пам'ятник на Афслуітдейку, Нідерланди, 1933 рік
- Cité Universitaire, Collège néerlandais Paris, Франція, 1939
- Міський театр, Утрехт, 1941 рік
- Заправні станції Exxon, Нідерланди, 1953 рік

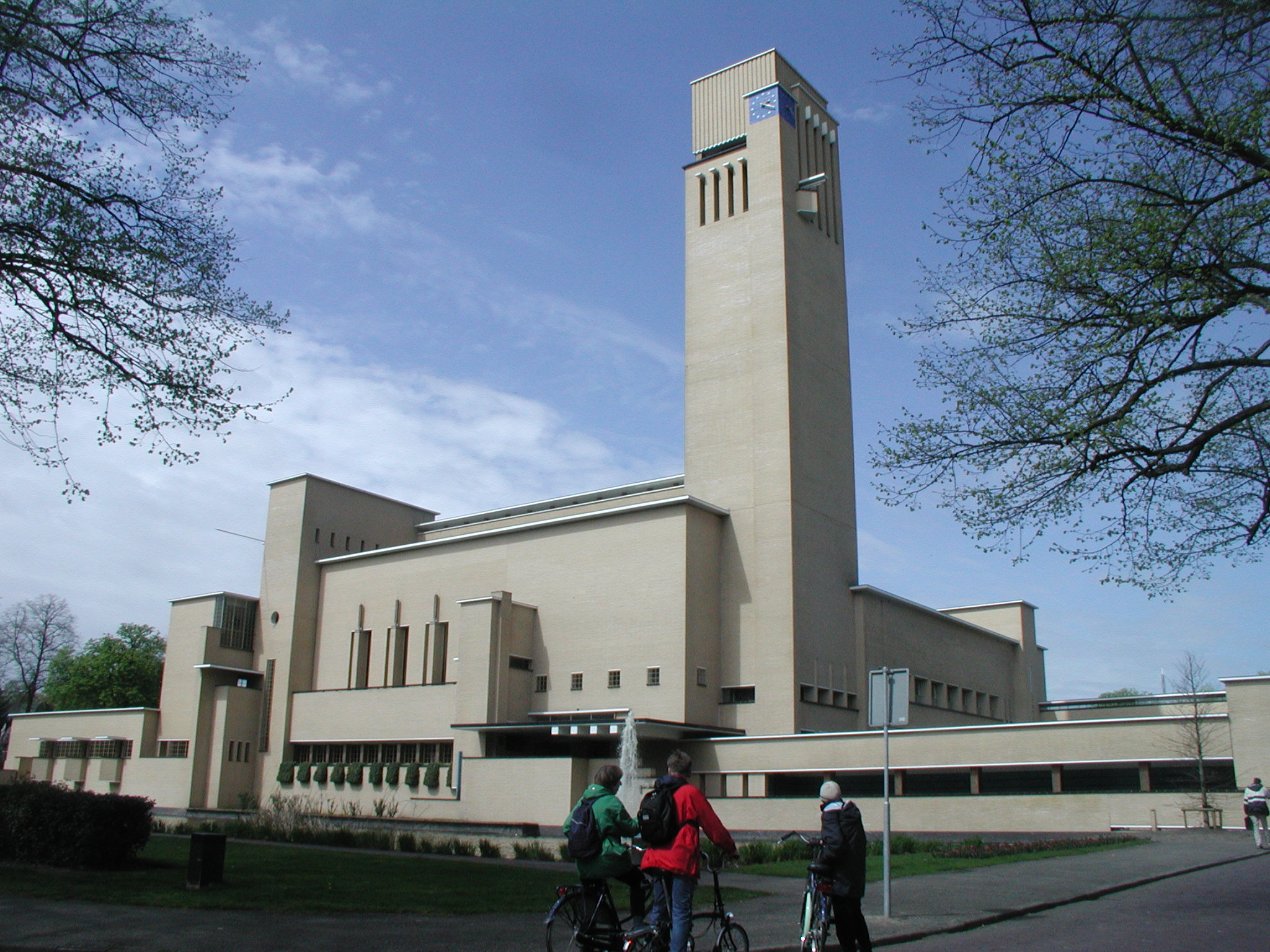
ратуша (будівля мерії) Хільверсюма, 1928–1931
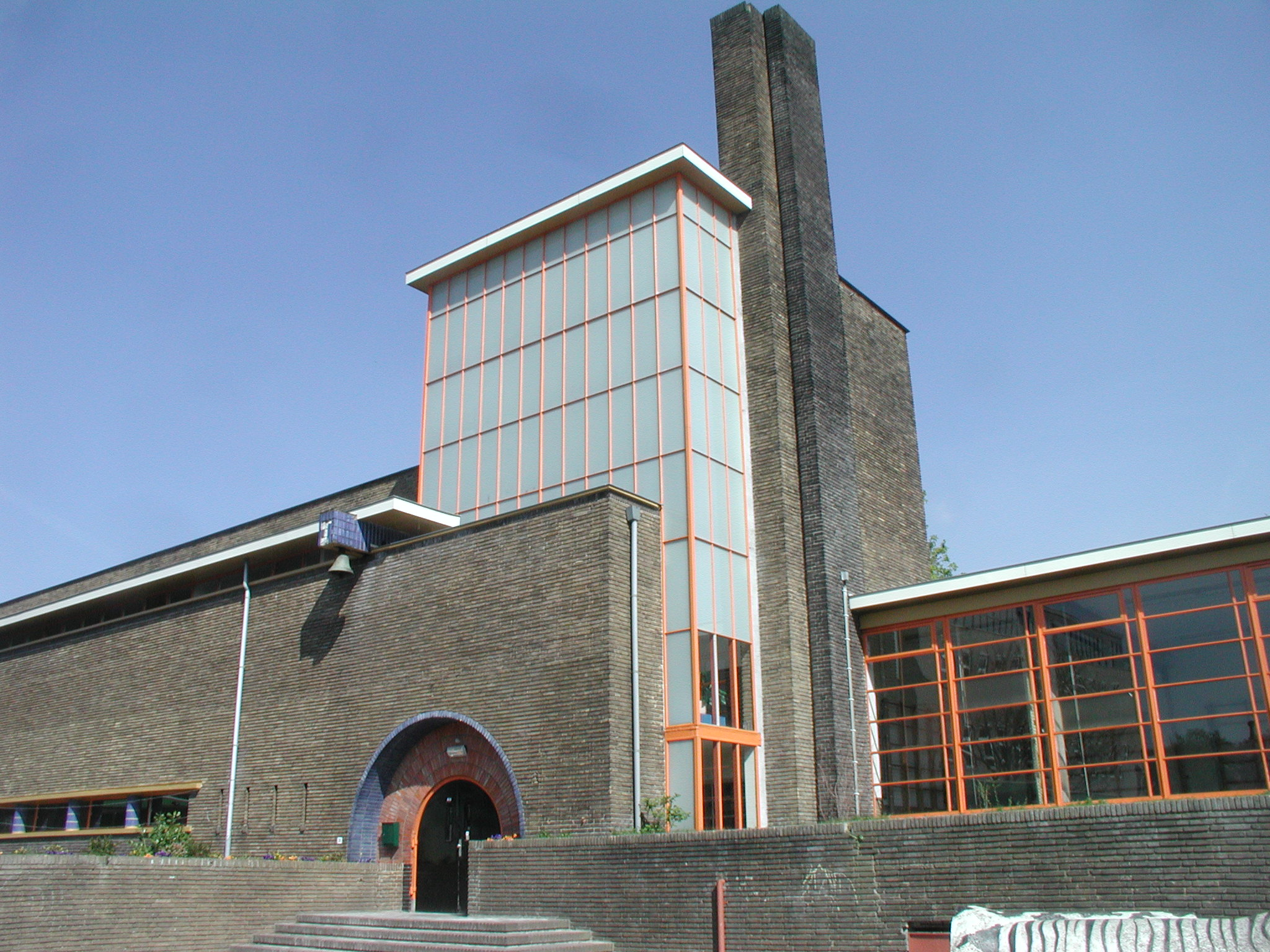
Одна з кількох шкіл Хільверсума, спроектованих Дудоком
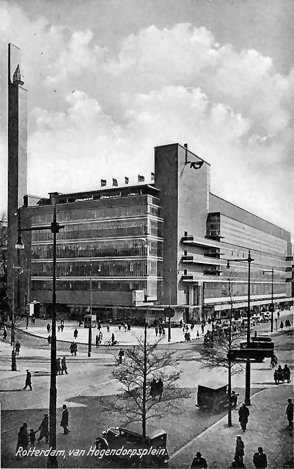
Універмаг De Bijenkorf, Роттердам, 1930 рік
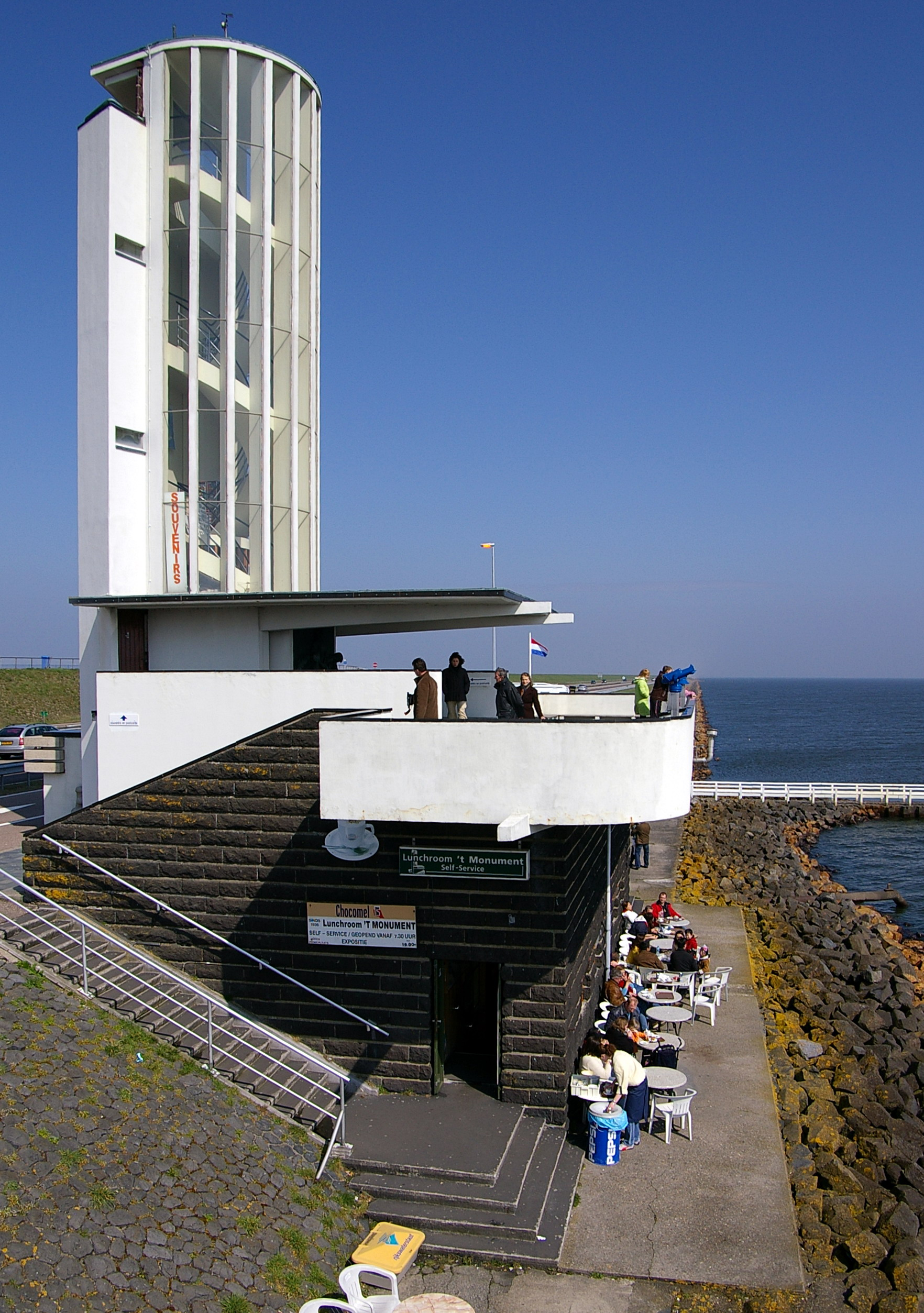
Пам'ятник на Афслюйтдейку, 1933 рік